# 圖克斯伯里鎮區 (新澤西州)
圖克斯伯里鎮區（英語：Tewksbury Township）是位於美國新澤西州亨特登縣的一個鎮區。

## 地方資料
圖克斯伯里鎮區的面積為82.30平方千米，當中陸地面積為81.96平方千米，而水域面積為0.34平方千米。根據2020年美國人口普查的數據，當地共有人口5870人，而人口密度為每平方千米71.32人。